# Финляндский переулок (Санкт-Петербург)
Финля́ндский переулок  — переулок в Василеостровском районе Санкт-Петербурга. Проходит от 17-й в направлении 18-й линии Васильевского острова.

## История
Название Финляндский переулок известно с 1821 года, связано с квартировавшим в доме № 3 Финляндским лейб-гвардии полком.